# Étang de Thau

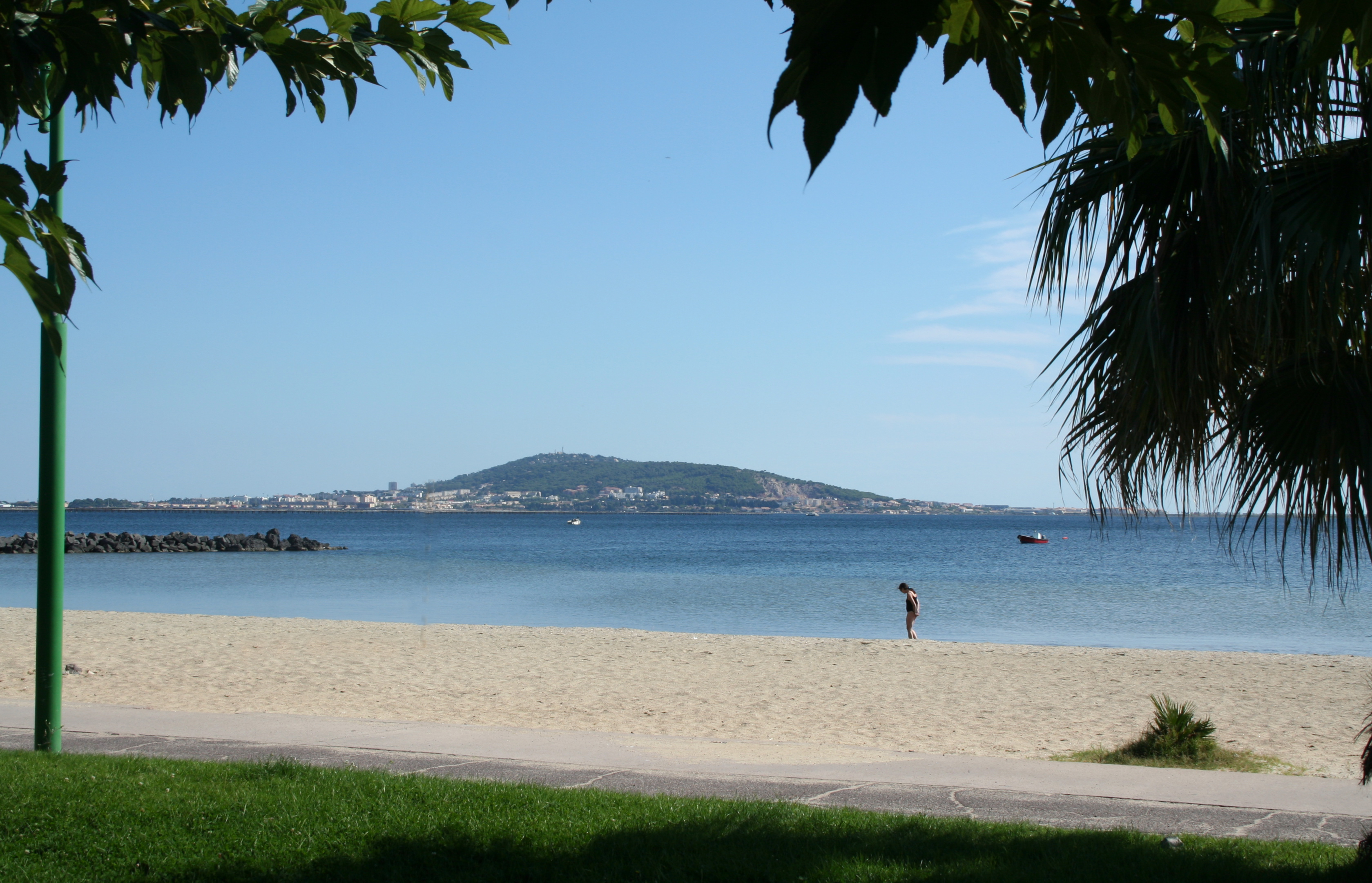
Strand von Mèze mit Blick auf den Mont Saint-Clair bei Sète

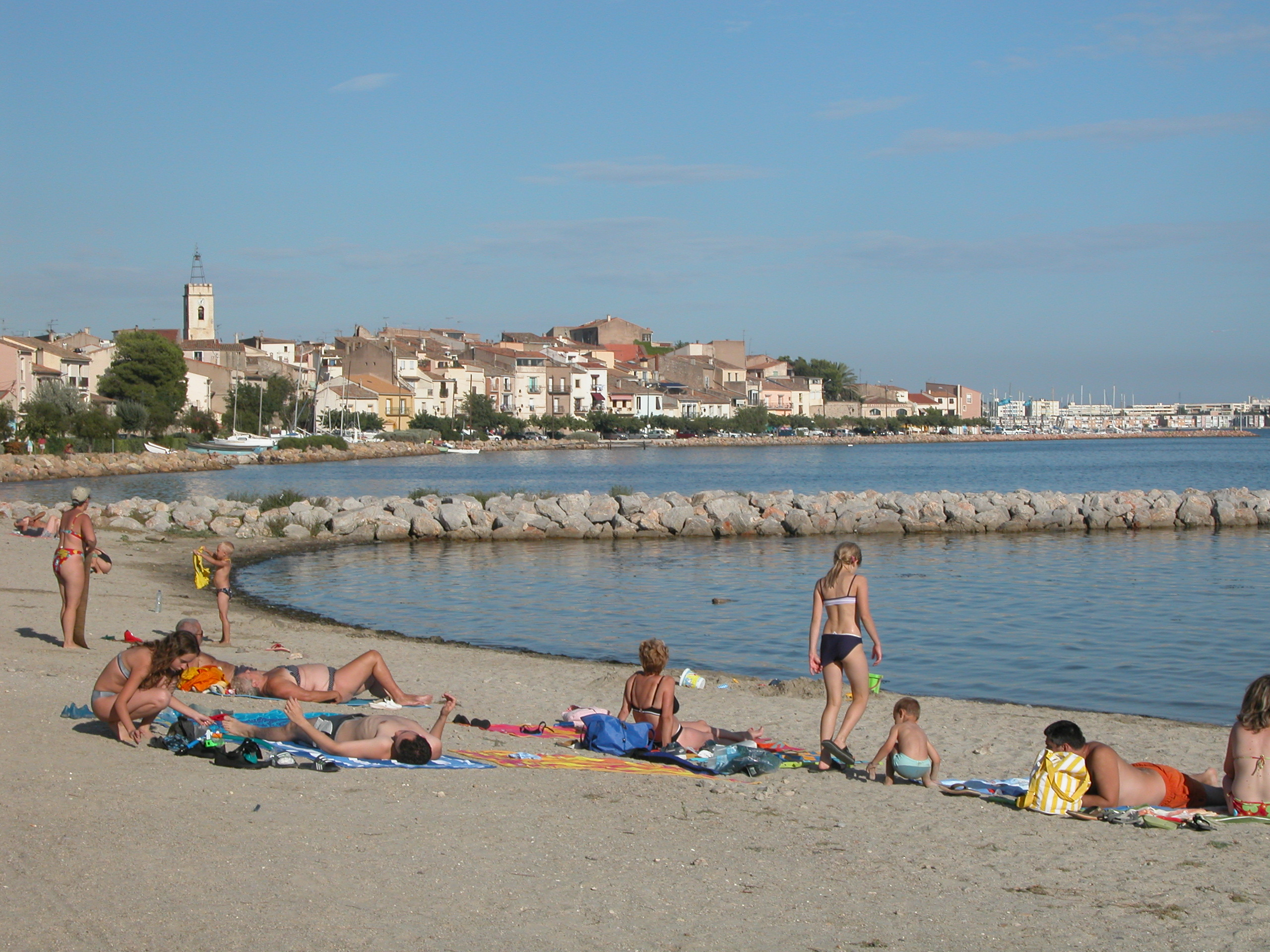
Strand von Bouzigues

Der Étang de Thau (auch Bassin de Thau, deutsch Thau-See) ist eine 18 km lange Lagune südwestlich der Stadt Sète an der westlichen Mittelmeerküste Südfrankreichs. Der See hat eine Fläche von ca. 75 Quadratkilometern (7500 Hektar) und einen Umfang von 55 km, bei einer durchschnittlichen Wassertiefe von 4,50 m (eine im See liegende Süßwasserquelle, die Gouffre de la Bise, ist sogar annähernd 30 m tief). Der Étang de Thau ist Endpunkt des Canal du Rhône à Sète und Anfangspunkt des Canal du Midi, der nach Toulouse weiterführt.

## Entwicklung der Lagune
Früher hatte die Lagune mehrere direkte Zugänge zum Meer; ist heute dagegen durch die Sandbank Le Toc fast vollständig vom Meerwasser abgetrennt. Der See wird mit kalkreichem Süßwasser aus dem Fluss Herault versorgt, der in den südlichen Ausläufern der Cevennen entspringt. Ebendort entspringt auch das Flüsschen Vène, das bei Balaruc-le-Vieux in den Étang de Thau mündet.

## Wirtschaft
Traditionell lebten die Bewohner der Uferzonen entlang der Lagune des Étang de Thau vom Fischfang und geringen Einnahmen aus der Salzgewinnung; auf den Flächen im Hinterland wurden Getreide, Wein und Gemüse angebaut. Seit der Mitte des 20. Jahrhunderts spielen die Austernzucht und der Tourismus eine immer dominanter werdende Rolle im Wirtschaftsleben der Gemeinden am See.

## Bootstourismus
Neben der großen Rolle, die der Küstensee für die Austernzucht und Wassersportler hat, ist er auch für Touristen, die den Canal du Midi oder den Canal du Rhône à Sète befahren, von großer Bedeutung. Auf letzterem existiert im Gegensatz zum Canal du Midi (bis auf sehr wenige Ausnahmen) noch kommerzieller Schiffsverkehr. Der Étang de Thau entwickelt durch seine flächenmäßige Größe bei geringer Wassertiefe schon bei relativ leichten Winden einen vergleichsweise hohen Wellengang. Des Weiteren befinden sich zahlreiche Untiefen in dem See. Diese Gefahren fordern hier häufig unverhältnismäßig viel Erfahrung von den Bootsführern, die den Anforderungen des Gewässers oft nicht gewachsen sind (es gibt in Frankreich keine Führerscheinpflicht für die von den verschiedenen Agenturen vermieteten Hausboote). Grundsätzlich ist deshalb das Bootsfahren über den Étang de Thau für Charterbootkapitäne nur bei günstigen Windverhältnissen und am Tage erlaubt. Des Weiteren existieren verschiedene Auflagen zum Schutz des Gewässers, an die sich die Besatzung während der Befahrung halten muss.

## Orte am Étang de Thau
- Marseillan
- Mèze
- Bouzigues
- Balaruc-les-Bains
- Sète

## Festival de Thau
Die Stadt Mèze am Étang de Thau veranstaltet alljährlich im Juli ein Festival de Thau. Der Schwerpunkt liegt auf afrikanischer und schwarz-amerikanischer Musik, kombiniert mit sozialpolitischen Themenreihen.